# 直流バイアス
時間領域で周期関数を記述する場合、直流バイアス（直流成分、直流オフセット、直流係数）は波形の平均値である。平均振幅が0の場合、直流オフセットがないということである。直流成分のない波形は、直流バランス（DC-balanced）または直流フリー（DC-free）な波形として知られている。

## 起源
この用語は電子工学の世界において直流電圧を指す言葉に由来する。それに対し、他の様々な非直流周波数は重ね合わせた交流（AC）電圧・電流に類似しており、そのため交流成分もしくは交流係数と呼ばれる。
この発想は、あらゆる波形の表現や、JPEGで使われる離散コサイン変換のような2次元変換に拡張されている。

## 応用
電子増幅回路の設計では、全ての能動素子は信号が印加されていない時に、動作点、定常状態の電流電圧をデバイスに設定するためにバイアシングをしている。例えばバイポーラトランジスタのバイアシングでは、トランジスタの「ベース」（制御端子）に少しの直流電流を印加するために、抵抗の回路網が用いられる。AC信号は同じ端子に印加され増幅される。バイアス回路網は印加するAC信号を大量にバイパスしないように設計されている。同様に、電界効果トランジスタもしくは真空管を使う増幅器もバイアス回路を有する。増幅器の動作点は歪みと効率の特性に大きな影響を与える。電力増幅器のクラスは、直流バイアスにより設定される動作点により分類される。
直流オフセットは、クリッピングや他の望まない変化を引き起こす場合があるため、普通は望ましいものではない。電気的な直流バイアスは変圧器を通らない。したがって、単純な絶縁変圧器を使用してそれを遮断・除去し、もう一方の側に交流成分のみを残すことができる。信号処理用語を使えば、ハイパスフィルタによって直流オフセットをリアルタイムで低減することができる。保留デジタル信号の場合、各サンプルから平均振幅を引き算すると、オフセットが除去される。非常に低い周波数は直流バイアスのように見えるが、これは「ゆっくり変わるDC（slowly changing DC）」または「ベースラインをさまよう（baseline wander）」と呼ばれる。

### 通信システム
DCバランス信号は、容量性カップリングや変圧器のついた回路を通過するときのビットエラーを防止するために、通信システムで使用されている。1の並びがACカプラとして使用されるハイパスフィルタのキャパシタを充電するDCレベルを生成しているとき、信号入力が誤って0レベルになると、ビットエラーが発生する可能性がある。この種のビットエラーを回避するために、ほとんどのライン符号はDCバランス波形を生成するように設計されている。最も一般的なDCバランスライン符号のクラスは、定重み符号や対パリティなし符号である。

### オーディオ
録音の際には、DCオフセットは録音した音の望まない特性である。これは、レコーダーに届く前の音をキャプチャする際に発生し、普通は欠陥があったり品質が低かったりする機器が原因である。このオフセットにより記録した波形の中心は0ではなく、+0.1や-0.1のような0より高いか低い値になる。これは2つの主な問題を引き起こす可能性がある。波形のベースが上に移動したことにより信号の最も大きな部分が早まってクリップされる、もしくは、聞こえない低周波のゆがみが起こる。低周波のゆがみは、最初録音した時点では聞こえないが、MP3などの圧縮され損失の大きいデジタル形式にリサンプリングされた場合、これらの破損が聞こえることがある。
ゆがみを低減するために、初期のテープレコーダーにはDCテープバイアスが使用されていた。
パワーを調整するために、パワー増幅器の中の真空管の制御グリッドにDCバイアスが印加される。

### 周波数選択
無線送信機などの電圧制御発振器（VCO）では、搬送波の中心周波数の選択はDCバイアスで行われる。周波数変調(FM)の場合、AC成分はベースバンド音声信号に任意の副搬送波を加えたものである。周波数偏移変調はDCバイアスを変更するだけで行うことができる。